# Борисовка (приток Раздольной)
Бори́совка (до 1972 года — Большой Шуфан) — река в Уссурийском городском округе Приморского края России. Длина реки 86 км, площадь бассейна 1560 км², общее падение реки 665 м.
Исток находится у подножия горы Пологая, примерно в 6 км от российско-китайской границы. В верхнем и среднем течении протекает по Борисовскому плато. Впадает в реку Раздольная справа, примерно в 8 км юго-западнее Уссурийска, на 107-м км от её устья. Высота устья — 14 м над уровнем моря.
В летнее время часты паводки, вызываемые в основном интенсивными продолжительными дождями.
Главные притоки: р. Кроуновка (левый, длина 47 км), р. Казачка (левый, длина 73 км).
Населённые пункты у реки, сверху вниз: Яконовка, Корсаковка, Борисовка.